# Tjåkak
Tjåkak är en sjö i Jokkmokks kommun i Lappland och ingår i Luleälvens huvudavrinningsområde. Sjön har en area på 0,121 kvadratkilometer och ligger 168,9 meter över havet.

## Delavrinningsområde
Tjåkak ingår i det delavrinningsområde (737081-171103) som SMHI kallar för Utloppet av Tjåkak. Medelhöjden är 193 meter över havet och ytan är 3,65 kvadratkilometer. Räknas de 2 avrinningsområdena uppströms in blir den ackumulerade arean 16 kvadratkilometer. Vattendraget som avvattnar avrinningsområdet har biflödesordning 3, vilket innebär att vattnet flödar genom totalt 3 vattendrag innan det når havet efter 138 kilometer. Avrinningsområdet består mestadels av skog (65 procent) och sankmarker (30 procent). Avrinningsområdet har 0,12 kvadratkilometer vattenytor vilket ger det en sjöprocent på 3,3 procent.